# Mardos (monte Zagros)
Mardos (em latim: Mardi) eram uma antiga tribo iraniana que vivia na Pérsia, entre os montes Zagros inferiores até o Elão. Eram vizinhos dos úxios a oeste e estavam próximos dos persas estabelecidos na região, de quem extorquiam ou roubavam, quiçá mediante tributo. Nicolau de Damasco sugeriu que estavam aparentados com os persas e alegou que Ciro II (r. 559–530 a.C.) tinha ascendência marda. Segundo Heródoto, eram transeuntes. O mesmo mencionou certo mardo que escalou os muros da cidadela de Sárdis durante a campanha de Ciro II contra o Reino da Lídia. Nearco, almirante de Alexandre, o Grande, os mencionou como um dos quatro povos predadores das montanhas do sudoeste.
Ptolemeu referiu-se ao distrito de Mardiena que sugere que os mardos se estenderam ao sudoeste da Pérsia, até o golfo Pérsico. Quinto Cúrcio Rufo alegou que no exército de Dario III (r. 336–330 a.C.) na Batalha de Gaugamela haviam contingentes persas, mardos e sogdianos. Diodoro Sículo afirmou que os mardos e cosseos, estimados por sua resistência e tenacidade, lutaram em Gaugamela com unidades domésticas do xainxá aquemênida. Depois que Alexandre conquistou Persépolis e enquanto fazia uma demonstração de força dentro da Pérsia, encontrou alguns mardos que se submeteram. Esses mardos também se submeteria futuramente ao Império Arsácida dos partas.